# Chaetocnephalia alpina
Chaetocnephalia alpina är en tvåvingeart som beskrevs av Townsend 1915. Chaetocnephalia alpina ingår i släktet Chaetocnephalia och familjen parasitflugor.
Artens utbredningsområde är Peru. Inga underarter finns listade i Catalogue of Life.